# Hoosier Hill
Hoosier Hill es el punto más alto en el estado de Indiana, con sus 383 metros de altitud. Se ubica en un área rural del Condado de Wayne, al noroeste de Bethel, Indiana.
La colina se asienta en propiedad privada; el punto más alto se sitúa en una zona boscosa rodeada de tierras de cultivo.
Geológicamente, la colina se enmarca en la Crawford Upland, un área de terreno elevado del sureste de Indiana que a su vez se halla en la zona más elevada de la estructura geológica conocida como Cincinnati Arch. Sin embargo, la Hoosier Hill se localiza en una porción de la tierra alta enterrada debajo de detritos glaciales conocidos como Tipton Till Plain. Como resultado, la "colina" sólo es 9 metros más alta que los ondulados campos de labranza circundantes.
Los vecinos de la zona están preocupados de que un vertedero cercano, al norte del Condado de Randolph, obtenga el permiso de aumentar su área de relleno y llegue a ser más alto que la Hoosier Hill, y que, de esta forma, un vertedero fuese técnicamente el punto más alto del estado.